# Sekhmet
În mitologia egipteană, Sekhmet a fost inițial zeița luptătoare a Egiptului de Sus. Ea este descrisă ca având trăsături de leu, cel mai crud prădător cunoscut de către egipteni. Se spunea că respirația ei a creat deșertul. Ea a fost văzută ca protectoare a faraonului, ea fiind cea care îl ghida în război.
Sekhmet, „Cea puternică”, reprezentând aspectul puterii zeității feminine. Soția lui Ptah, mama lui Nefertum, fiica lui Ra, era respirația de foc a Ochiului lui Ra. Unii faraoni din perioada dinastică timpurie erau considerați a fi concepuți de Sekhmet. Mitologia tebană o asimilează  laturii agresive a zeiței Mut.

## Mitologie
| S42 | Aa1 · t | B1 |

| S42 | Aa1 · t | B1 |

Sekhmet era fiica zeului soarelui, Ra, și era una dintre cele mai importante zeițe care acționau ca manifestare răzbunătoare a puterii lui sale, reprezentând Ochiul lui Ra. Se spunea că Sekhmet respira foc, iar vânturile fierbinți ale deșertului erau asemănate cu respirația ei. De asemenea, se credea că ea provoca plăgi (care erau numite ca fiind servitorii sau mesagerii ei), deși era chemată și pentru a alunga bolile.
Într-un mit despre sfârșitul domniei lui Ra pe pământ, Ra o trimite pe zeița Hathor, sub forma lui Sekhmet, să îi distrugă pe muritorii care au conspirat împotriva lui. În mit, setea de sânge a lui Sekhmet nu a fost potolită la sfârșitul bătăliei care a dus la distrugerea în masă a umanități. Pentru a o opri, Ra a turnat bere mixată cu ocru roșu sau hematit, astfel încât să semene cu sângele. Confundând berea cu sângele, ea s-a îmbătat atât de tare încât a renunțat la măcel și s-a întors pașnic la Ra. Același mit a fost descris și în textele de prognostic din Calendarul zilelor norocoase și nenorocoase de pe papirusul Cairo 86637.
În alte versiuni ale acestei povești, Sekhmet s-a înfuriat din cauza înșelăciunii și a părăsit Egiptul, diminuând puterea soarelui. Acest lucru a amenințat puterea și securitatea lumii - astfel, ea a fost convinsă de zeul Thot să se întoarcă și să readucă soarele la gloria sa deplină.
Sekhmet a fost considerată soția zeului Ptah și mama lui Nefertum. Se spunea că este mama unui zeu leu, Maahes. De asemenea, era considerată a fi sora zeiței pisică Bastet.

## Cult

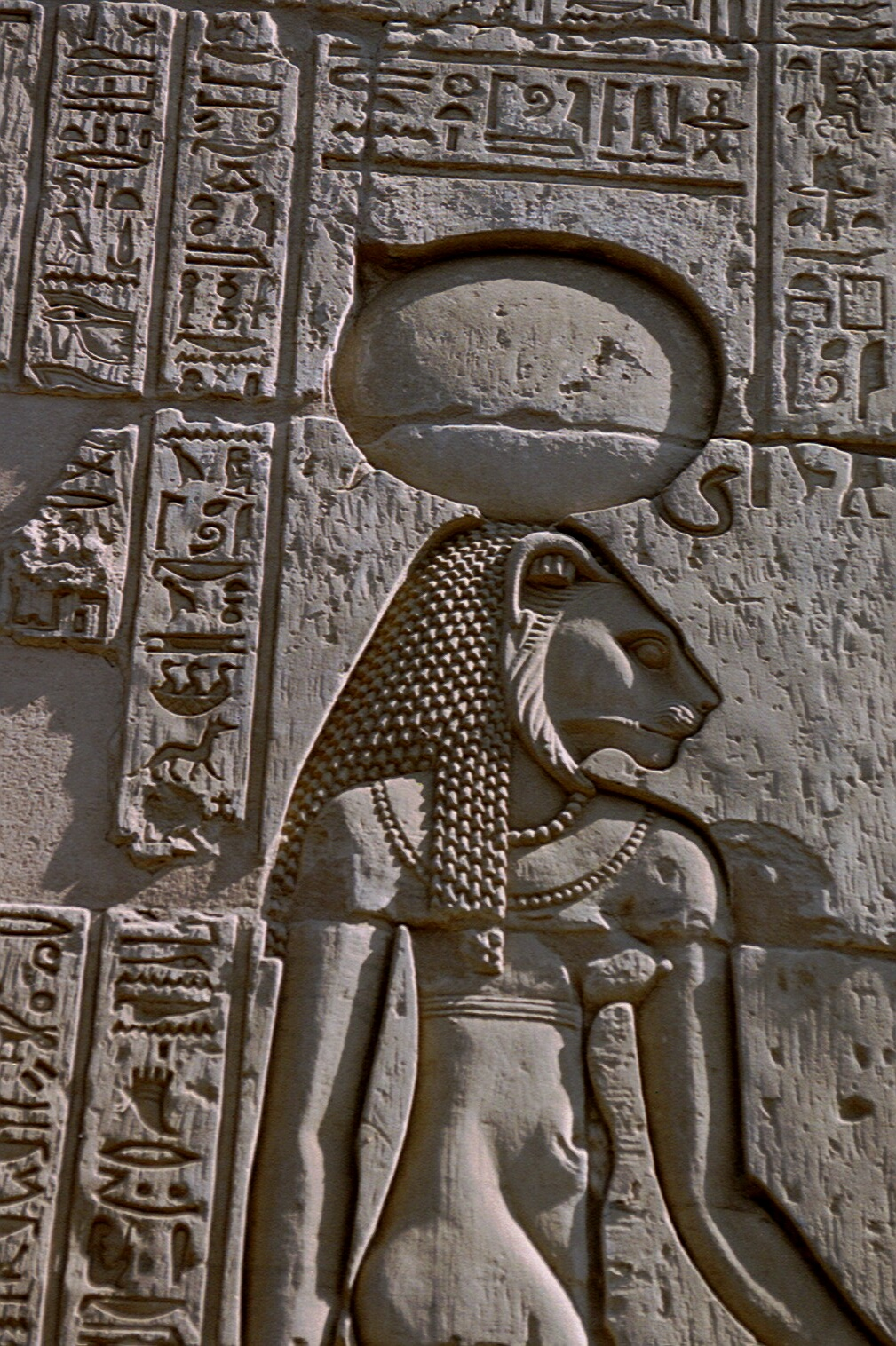
Sekhmet, Templul din Kom Ombo

În timpul unui festival anual care avea loc la începutul anului, un festival al beției, egiptenii dansau și cântau pentru a calma sălbăticia zeiței, și beau ritualic cantități mari de vin pentru a imita beția extremă care a oprit mânia zeiței - atunci când aproape a distrus omenirea.
În 2006, Betsy Bryan, un arheolog de la Universitatea Johns Hopkins care a făcut săpături la templul lui Mut din Luxor (Teba), și-a prezentat descoperirile despre festival, care includeau ilustrații ale preotesei servite în exces și efectele negative ale beției asupra lor, fiind asistate de îngrijitoarele templului. Participarea la festival era exorbitantă. Există înregistrări istorice care vorbesc de zeci de mii de participanți la festival. Aceste descoperiri au fost făcute în templul lui Mut, deoarece atunci când Teba s-a ridicat la o mai mare proeminență, Mut a absorbit unele caracteristici ale lui Sekhmet. Aceste săpături în templul de la Luxor au descoperit un „pridvor al beției” construit pe templu de către regina Hatshepsut în timpul apogeului domniei sale.
În timpul dominației grecești în Egipt, a fost menționat un templu pentru Maahes, care era o construcție auxiliară a unui mare templu al lui Sekhmet, la Taremu, în regiunea Deltei, un oraș pe care grecii l-au numit Leontopolis.